# Chanter (chanson de Florent Pagny)
Pour les articles homonymes, voir Chanter.
Singles de Florent Pagny
Savoir aimer
(1997) D'un amour l'autre
(1998)
Pistes de Savoir aimer
Combien ça va
(8) Sólo le pido a Dios
(10)
Chanter est une chanson de Florent Pagny parue en 1998 dans l'album Savoir aimer. C'est le deuxième single tiré de l'album, sorti le 17 février 1998.

## Accueil commercial
En 1998, le single a été certifié disque d'argent en France par le Syndicat national de l'édition phonographique avec plus de 125 000 ventes certifiées.

## Liste des titres
| 1. | Chanter    | Lionel Florence, Pascal Obispo                 | 3:48 |
| 2. | Protection | Peter Kingsbery, Dimitri Tikovoï, Boris Jardel | 4:14 |

## Classements
| Classement (1998)                       | Meilleure place |
| --------------------------------------- | --------------- |
| Belgique (Wallonie Ultratop 50 Singles) | 15              |
| France (SNEP)                           | 16              |

| Classement (1998)            | Meilleure position |
| ---------------------------- | ------------------ |
| Belgique (Wallonie Ultratop) | 72                 |

### Certifications
| Pays          | Certification | Date | Ventes certifiées |
| ------------- | ------------- | ---- | ----------------- |
| France (SNEP) | Argent        | 1998 | 125 000           |

## Historique de sortie
| Pays   | Date            | Format    | Label             |
| ------ | --------------- | --------- | ----------------- |
| France | 17 février 1998 | CD single | Mercury • Philips |